# Súrat
Súrat (gudžarátsky સુરત, hindsky सूरत) je město v indickém svazovém státě Gudžarát. Leží na řece Táptí zhruba dvacet kilometrů od jejího ústí do Kambajského zálivu. V roce 2011 měl Súrat zhruba 4,5 milionu obyvatel. Je druhým největším městem Gudžarátu po Ahmadábádu. Je důležitým střediskem textilního a diamantového průmyslu a také důležitým námořním přístavem a střediskem obchodu.

## Geografie

### Podnebí
| Súrat – podnebí             | Súrat – podnebí | Súrat – podnebí | Súrat – podnebí | Súrat – podnebí | Súrat – podnebí | Súrat – podnebí | Súrat – podnebí | Súrat – podnebí | Súrat – podnebí | Súrat – podnebí | Súrat – podnebí | Súrat – podnebí | Súrat – podnebí |
| Období                      | leden           | únor            | březen          | duben           | květen          | červen          | červenec        | srpen           | září            | říjen           | listopad        | prosinec        | rok             |
| --------------------------- | --------------- | --------------- | --------------- | --------------- | --------------- | --------------- | --------------- | --------------- | --------------- | --------------- | --------------- | --------------- | --------------- |
| Nejvyšší teplota [°C]       | 38,2            | 39,8            | 43,2            | 44,0            | 44,4            | 41,6            | 37,1            | 36,4            | 41,0            | 41,4            | 42,0            | 39,7            | 44,4            |
| Průměrné denní maximum [°C] | 30,5            | 32,3            | 35,6            | 36,8            | 35,8            | 33,9            | 31,2            | 30,8            | 32,2            | 35,1            | 34,1            | 31,7            | 33,3            |
| Průměrná teplota [°C]       | 22,8            | 24,7            | 28,2            | 30,4            | 31,5            | 30,6            | 28,7            | 28,2            | 28,8            | 29,3            | 26,9            | 24,1            | 27,8            |
| Průměrné denní minimum [°C] | 15,1            | 17,0            | 20,7            | 24,1            | 27,2            | 27,3            | 26,1            | 25,6            | 25,4            | 23,4            | 19,7            | 16,5            | 22,3            |
| Nejnižší teplota [°C]       | 8,0             | 7,6             | 11,1            | 17,7            | 20,6            | 14,9            | 20,4            | 21,0            | 22,2            | 15,5            | 8,6             | 9,2             | 7,6             |
| Zdroj: सूरत का मौसम            |                 |                 |                 |                 |                 |                 |                 |                 |                 |                 |                 |                 |                 |